# Усадьба Голицыных на Старой Басманной улице
Уса́дьба Голи́цыных на Ста́рой Басма́нной у́лице (т. н. «Путевой дворец Василия III») — комплекс исторических зданий в Москве, сложившийся в XVIII веке. Объект культурного наследия федерального значения. Расположен на Старой Басманной улице, дом 15, строение 3, и дом 15а, строения 4 и 15. Усадебный сад в начале XX века преобразован в сад имени Баумана.

## История
Усадьба сложилась в конце XVIII века после объединения двух владений, западного и восточного. Усадебный дом западного владения (строение 3), вероятно, является древнейшим гражданским зданием Москвы за границей Земляного города, при реставрации обнаружена кладка XVI века. Дом считается перестроенным путевым дворцом Василия III, хотя документальных подтверждений этому нет. Средняя часть дома выступает за красную линию улицы, которая существовала уже к середине XVIII века. В середине XVIII века западное владение с палатами принадлежало купцу И. И. Рыбинскому. Главный дом восточного владения (строение 4) построен в середине XVIII века и был одноэтажным, второй этаж был надстроен в 1780 году. Хозяйкой дома была княгиня Е. О. Долгорукова. Оба владения были куплены и объединены в конце XVIII века князем М. П. Голицыным. Парадный двор был организован с восточной стороны, его ограничил новый флигель с вогнутым фасадом (строение 15) и пристройка к существующему дому вдоль границы владения.
Позднее усадьба перешла к купцу-старообрядцу Н. Ф. Кочегарову, затем к купцам Рожновым. В 1909 году они продали усадьбу Учётно-ссудному банку Персии. Несколько ранее, в 1902 году, на территории владения построен для персидского подданного Аджи-Мамед Усейн Ага Аминезарба доходный дом (строение 2) в стиле модерн, архитектором был В. В. Шауб. В 1920 году сад усадьбы Голицыных, когда-то бывший открытым для публичных прогулок, был сделан зоной отдыха, расширен за счёт садов окрестных усадеб, в том числе усадьбы Стахеева, и назван именем Н. Э. Баумана.

## Архитектура
Сохранившийся облик западного усадебного дома относится к переходной архитектуре рубежа XVII—XVIII веков. Фасад имеет симметричную планировку, центральный выступающий ризалит отвечает главному залу. В обоих этажах сохранились сводчатые перекрытия. Восточный усадебный дом реставрирован по состоянию на XVIII век. Он имеет плоские центральные ризалиты по главному и дворовому фасадам. На месте существовавших ранее ворот в правой части здания была выполнена арка. Дворовый флигель частично сохранил белокаменный карниз сложной формы и вертикальные ниши, обрамляющие окна.

## Галерея
- Восточный усадебный дом
- Корпус служб
- Доходный дом (1902 г.)